# Markat
Markat è una frazione del comune di Konispol in Albania (prefettura di Valona).
Fino alla riforma amministrativa del 2015 era comune autonomo, dopo la riforma è stato accorpato, insieme all'ex-comune di Xarrë a costituire la municipalità di Konispol.

## Località
Il comune è formato dall'insieme delle seguenti località:
- Dishat
- Verve
- Shales
- Markat
- Ninat
- Janja